# 山野ホール

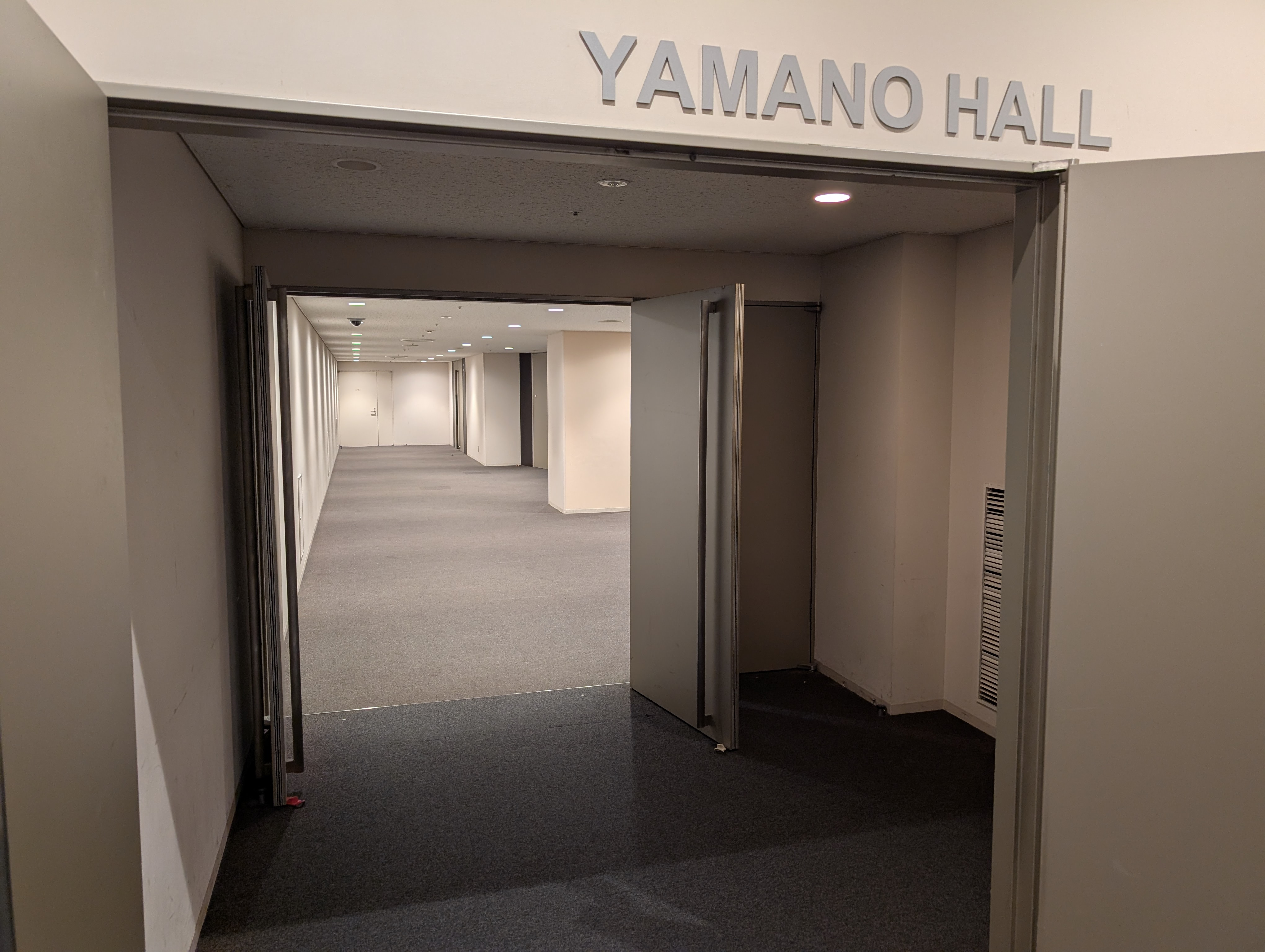
内部

山野ホール（やまのホール）は、東京都渋谷区代々木に所在するホール。山野美容専門学校の施設の講堂教室である。

## 概説
1956年（昭和31年）に山野美容専門学校の講堂として設置された。当時としては立地や設備が良かったため、学内での利用のみならず、テレビ番組の公開録画の会場としても利用されていた。プロボクシングの日本タイトルマッチも行われたことがある。
このホールにて、『ロッテ 歌のアルバム』（TBS）、『唄子・啓助のおもろい夫婦』（フジテレビ）、『欽ちゃんのドンとやってみよう!』（フジテレビ）、『三波伸介の凸凹大学校』（テレビ東京）、初期の『お笑いスター誕生!!』（日本テレビ）、『8時だョ!全員集合』（TBS）などの収録が行われていた。
平成以降は費用、安全面の観点からテレビ番組の公開収録では使用されていないが、コンサートや演劇公演などで頻繁に利用されている。
2004年（平成16年）4月24日に閉館。その後建物が改築され、2007年（平成19年）にMYタワー（M.YAMANO TOWERとも。同校が入居している）が竣工。この地下3階に現在の「山野ホール」がオープンした。
2009年（平成21年）11月29日にホールにて火災が発生し、当日のイベントが中止される。この件で株式会社ハートスから現在の管理会社に変更される。
2024年（令和6年）12月7日に開催予定だった外部貸出イベントが、施設側の法令上の問題として、前日に突然中止（会場変更）となった。山野ホールの所有者である学校法人山野学苑は、同日に『山野ホールを含む一部学苑施設が、安全性にかかる法令上の疑義が認められたため、山野ホールほかの貸出を中止し、今後調査・対応を行う』旨を発表した。
2025年（令和7年）3月31日、山野学苑は、調査・協議の結果、立地場所が第二種住居地域であり、建築基準法上の問題や地域全体の規制により、一時的であろうとも劇場等の用途に用いることは不可能と判断。よって、今後営利目的での外部貸出は一切認めず、山野学苑の校内行事や同法人が承認した公共団体が行う社会貢献に資する行事等に限って貸し出しを行うことを発表した。

## アクセス
- 小田急小田原線：南新宿駅隣接
- 山手線・中央・総武緩行線・都営大江戸線：代々木駅 徒歩2分

## 管理会社
- 音響/映像：株式会社LiSMoR
- 照明：株式会社東舞トータルサービス